# Kalpana Lajmi
Kalpana Lajmi (Bombay, 31 maggio 1954 – Mumbai, 23 settembre 2018) è stata una regista, produttrice cinematografica e scrittrice indiana.
Lajmi era un regista indipendente che lavorava maggiormente su film realistici e a basso budget, conosciuti in India come cinema parallelo. I suoi film erano spesso orientati alle donne. È stata per lungo tempo manager di Bhupen Hazarika. Nel 2017 le è stato diagnosticato un cancro al rene ed è morta l'anno successivo.

## Biografia
Kalpana Lajmi era figlia della pittrice Lalita Lajmi e del capitano della marina Gopi Lajmi. Era nipote del regista Guru Dutt e debuttò come assistente alla regia a fianco del regista veterano Shyam Benegal anch'egli un suo parente. Successivamente larorò come assistente costumista in Bhumika: The Role di Shyam Benegal. Debuttò alla regia con il film documentario D.G. Movie Pioneer nel 1978 e continuò a dirigere altri documentari come A Work Study in Tea Plucking (1979) e Along the Brahmaputra (1981). Debuttò come regista nel 1986 con Ek Pal (Un Momento), con Shabana Azmi, Naseeruddin Shah e Farooq Sheikh. Produsse e scrisse la sceneggiatura del film insieme a Gulzar.
Si prese una pausa dalla regia di film e andò a dirigere la sua prima serie televisiva Lohit Kinare (1988) con Tanvi Azmi. Nel 1993 fece ritorno nel mondo del cinema con l'acclamato Rudaali con Dimple Kapadia. Kapadia vinse il National Film Award come migliore attrice per la sua interpretazione e Lajmi ebbe diversi riconoscimenti per la regia del film.
Il suo film successivo fu Darmiyaan: In Between (1997), diretto e prodotto da lei. Il film fu interpretato da Kirron Kher e Tabu in ruoli cruciali e influenti.
Nel 2001 uscì Daman: A Victim of Marital Violence, film fu distribuito dal governo indiano che fu acclamato dalla critica. La protagonista Raveena Tandon vinse il National Film Award come migliore attrice. Era la seconda volta che un'attrice vinceva questo premio sotto la regia di Lajmi, che fu accreditata come quella che riuscì a capire il talento nascosto nell'attrice.
Il film successivo, Kyon? (2003), passò inosservato. Il suo ultimo film fu Chingaari nel 2006, con Sushmita Sen nei panni di una prostituta del villaggio, che però si rivelò un flop commerciale al botteghino.